# 러브앤프로듀서
러브앤프로듀서(LOVE & PRODUCER, 중국어: 恋与制作人, 일본어: 恋とプロデューサー)은 중화인민공화국의 페이퍼게임즈(叠纸游戏)에서 개발한 모바일 게임이다.

## 등장 캐릭터
(한국판 / 중국판 / 대만판 / 일본판 / 영어판 순)
이택언 / 李澤言 / 젠(ゼン) Zen / Victor /
성우 : 정재헌→강민균→이동훈 / 우레이 / Ye Wen Hao / 스기타 토모카즈 / 벤 디스킨
허묵 / 許墨 / 시몬(シモン) Simon / Lucien
성우 : 이호산 / 샤레이 / Xiao Ding Rei / 히라카와 다이스케 / 빌 로저스
주기락 / 周棋洛 / 키라(キラ) Kira / Kiro
성우 : 김명준 / 비안지양 / Song Yu Cong / 카키하라 테츠야 / 숀 칩록
백기 / 白起 / 하쿠(ハク) Haku / Gavin
성우 : 엄상현 / 장지에 / Jia Wen An / 오노 유우키 / 죠 지에자
연시호 / 凌肖 / 쇼(ショウ) Sho / Shaw
성우 : 최승훈 / 쨔오루 / 林逸麒 / 후루카와 마코토 / 알렉스 르
유연
성우 : 이다은 / 장치 / 미정 / 카네모토 히사코 / 페어 마야